# باس-رنتگن
باس-رنتگن (به فرانسوی: Basse-Rentgen) یک کمون در فرانسه است که در Canton of Cattenom واقع شده‌است.

## خصوصیات
باس-رنتگن ۱۰٫۴۶ کیلومترمربع مساحت و ۳۶۰ نفر جمعیت دارد و ۲۰۰ متر بالاتر از سطح دریا واقع شده‌است.